# محمدي (مقاطعة فارياب)
محمدي (بالإنجليزية: Tolombeh-ye Baqer Mohammadi Fariyab)‏ هي مستوطنة تقع في كرمان في إيران. يقدر عدد سكانها بـ 118 نسمة .